# Epialtidae
Epialtidae, is een familie van de infraorde krabben (Brachyura). Tot deze familie behoort onder andere de gebochelde spinkrab, de enige soort uit deze groep die kan voorkomen voor de Belgische en Nederlandse kust.

## Systematiek
De Epialtidae was vroeger een onderfamilie van de Majidae. De Epialtidae worden in drie onderfamilies verdeeld: 
- Epialtinae MacLeay, 1838
- Pisinae Dana, 1851
- Tychinae Dana, 1851